# Juan Carlos Katzenstein
Juan Carlos Enrique Katzenstein (* 9. August 1925 in Buenos Aires; † 27. Mai 2018) war ein argentinischer Diplomat.

## Leben
Juan Carlos Enrique Katzenstein studierte Rechtswissenschaft, übte den Beruf des Rechtsanwaltes aus und trat im Dezember 1955 in den auswärtigen Dienst.
Von 1972 bis 1974 war er Botschafter in Brüssel.
Von 1974 bis 1975 war er der erste Botschafter in Dhaka.
Von 1975 bis 2. Januar 1978 war er Botschafter in Peking und konsekutiv in Hanoi akkreditiert.
Von 1978 bis 23. Oktober 1981 war er Zeremonienmeister des Außenministeriums.
Vom 23. Oktober 1981 bis 1986 war er Botschafter in Bern.
Von 1989 bis 1991 war er Botschafter beim Heiligen Stuhl und beim souveränen Malteserorden.